# نيكول أبلتون
نيكول أبلتون هي مغنية وممثلة كندية، ولدت في 7 ديسمبر 1974 في هاميلتون في كندا.

## وصلات خارجية
- نيكول أبلتون على موقع IMDb (الإنجليزية)
- نيكول أبلتون على موقع ميوزك برينز (الإنجليزية)
- نيكول أبلتون على موقع أول موفي (الإنجليزية)
- نيكول أبلتون على موقع إن إن دي بي (الإنجليزية)
- نيكول أبلتون على موقع ديسكوغز (الإنجليزية)
- نيكول أبلتون على موقع قاعدة بيانات الفيلم (الإنجليزية)